# ميزيريا (آن)
ميزيريا (بالفرنسية: Mézériat)‏ هي بلدية فرنسية تقع في إقليم الآن في فرنسا. رمز إنسي لها هو:1246. أما الرمز البريدي لها فهو: 1660.